# Парадигма без отчёта
Парадигма без отчёта (англ. no-report paradigm) — методологический подход в когнитивной нейронауке и психологии сознания, при котором изучение сознательных состояний проводится без необходимости получения от участника прямого (например, вербального или моторного) отчёта о восприятии или переживании. Такой подход позволяет минимизировать влияние дополнительных когнитивных процессов (например, речевого производства или исполнительного контроля) и тем самым более точно исследовать нейронные корреляты сознания.

## История
Термин был предложен в начале 2010-х годов как альтернатива традиционным методам, в которых участники должны были сообщать о своём восприятии. Исследователи отмечали, что такие отчёты активируют мозговые области, не связанные напрямую с самим сознательным опытом, что затрудняет интерпретацию нейронных данных.

## Принципы
Основная идея парадигмы без отчёта заключается в использовании косвенных индикаторов сознательного восприятия, таких как:
- физиологические реакции (например, движения глаз, расширение зрачков);
- нейрофизиологические сигналы (ЭЭГ, МЭГ, фМРТ);
- автоматические поведенческие реакции, не требующие осознанного ответа.

Эти методы позволяют исследовать сознание даже у тех участников, которые не могут или не должны давать явный отчёт.

## Примеры экспериментов
- Бинокулярная конкуренция без отчёта. Участникам предъявляются разные изображения для каждого глаза. Вместо вербального отчёта фиксируются движения глаз и зрачковая реакция, отражающие текущее сознательное восприятие.

- Исследования у неответных пациентов. В состояниях минимального сознания используются фМРТ и ЭЭГ для регистрации активности мозга в ответ на знакомые стимулы. Отсутствие отчёта компенсируется анализом характерных паттернов нейронной активности.

- Нейрофизиологические маркеры осознания. В эксперименте предъявляется стимул без запроса на отчёт, и регистрируются характерные компоненты ЭЭГ, например, P3b. Его наличие может свидетельствовать о сознательном восприятии без отчёта.

- Предпочтения и поведенческие выборы. Участникам предъявляют стимулы, затем просят выбрать «понравившийся». Предпочтения могут указывать на предшествующее восприятие, даже если участник не осознаёт этого напрямую.

## Применение
Парадигмы без отчёта находят применение в исследованиях:
- визуального осознания (например, при бинокулярной конкуренции);
- нарушений сознания (вегетативное состояние, минимальное сознание);
- развития сознания у младенцев и не говорящих людей;
- бессознательной обработки стимулов.

## Критика
Несмотря на преимущества, подход сталкивается с трудностями интерпретации: косвенные индикаторы не всегда однозначно отражают субъективный опыт. Некоторые исследователи указывают на необходимость дополнительной валидации используемых маркеров.